# Avenue Courtin
Pour les articles homonymes, voir Courtin.
L’avenue Courtin est une voie de communication de la ville de Joinville-le-Pont.

## Situation et accès
L’avenue Courtin est une des voies du quartier de Polangis. Elle débute sur l’île de Polangis, franchit le canal de Polangis à l’intersection de l’avenue Jean-d’Estienne-d’Orves, croise le quai d’Anjou et l’avenue Guy-Môquet.
L’avenue Courtin se termine au croisement de l’avenue Foch ; elle est prolongée par l’avenue Joseph-Jougla.
Elle est desservie par le bus 101.

## Origine du nom
L’avenue est baptisée d’après Auguste Courtin (1825-1908), châtelain et agriculteur, maire de Joinville-le-Pont (1858-1875), maire de Salbris (1884-1900) et conseiller général du Loir-et-Cher (1889-1895).
Le nom de la voie est attesté dans le Manuel officiel des communes du département, publié en 1906 et dans le recensement organisé au cours de l’année 1911.

## Historique
À sa création, la rue est située sur une partie du domaine de Polangis, qui est urbanisé par lotissement à partir de l’année 1883. Il s’agit alors d’une voie privée. L’ensemble des voies du quartier est intégré à partir de 1911 au domaine public communal.
Le tracé de l'avenue Courtin reliait la Marne à la ferme de Polangis, accolée au château, aujourd’hui détruit. Auguste Courtin avait hérité la propriété de Charles Chapsal, ancien maire de Joinville-le-Pont et de son épouse, ses parents adoptifs.

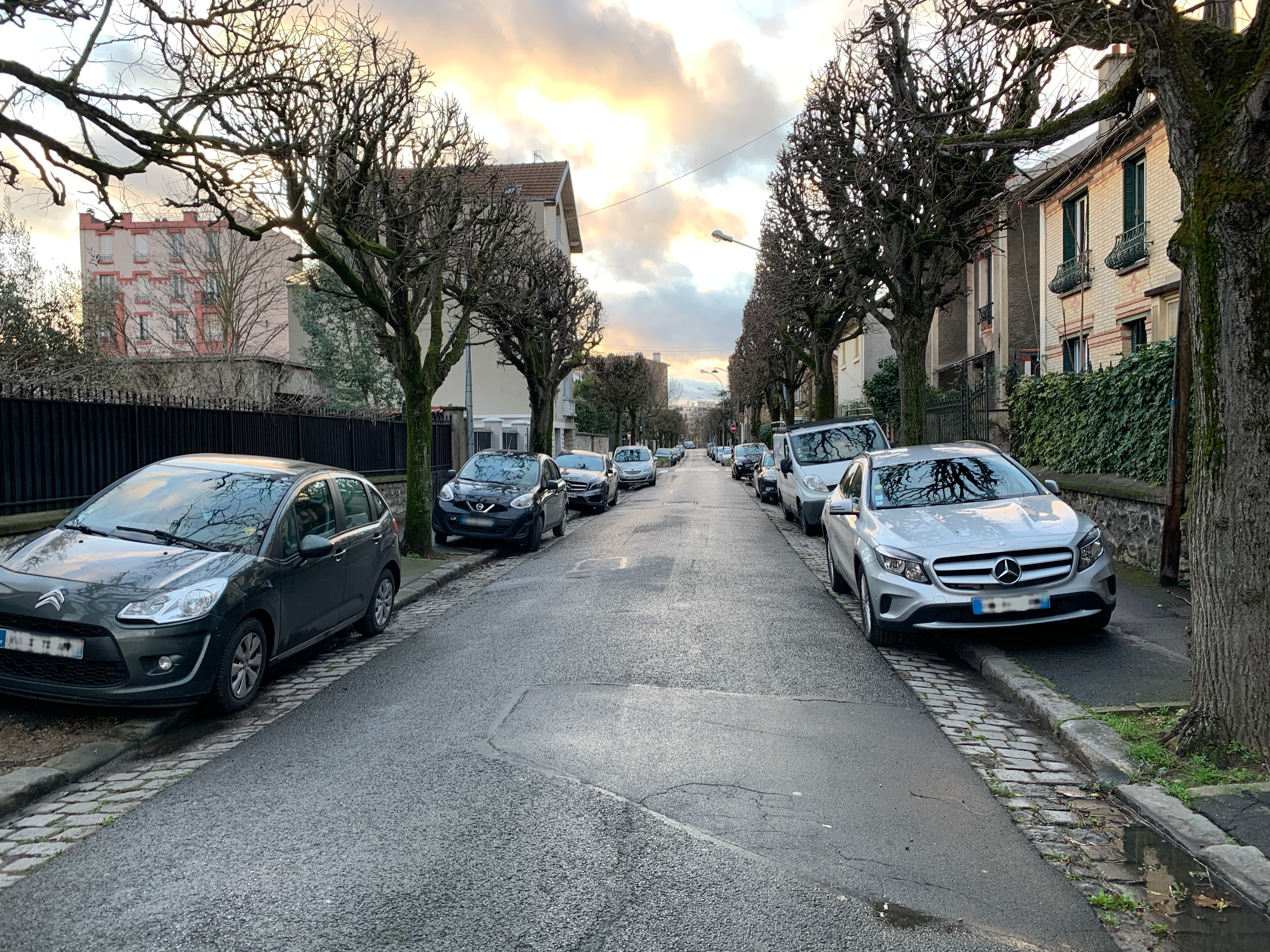
Vue de l’avenue Courtin
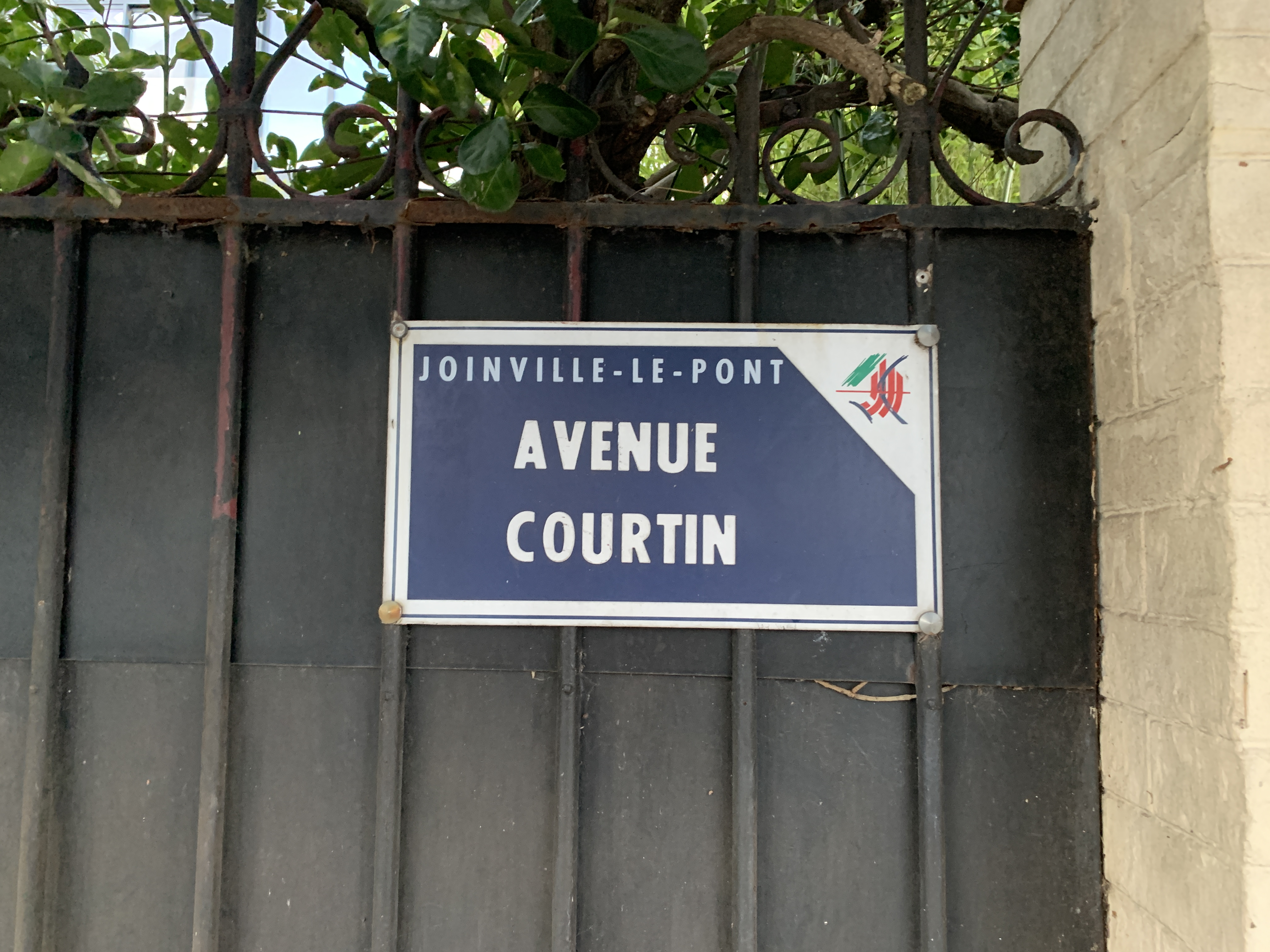
Plaque de l’avenue Courtin
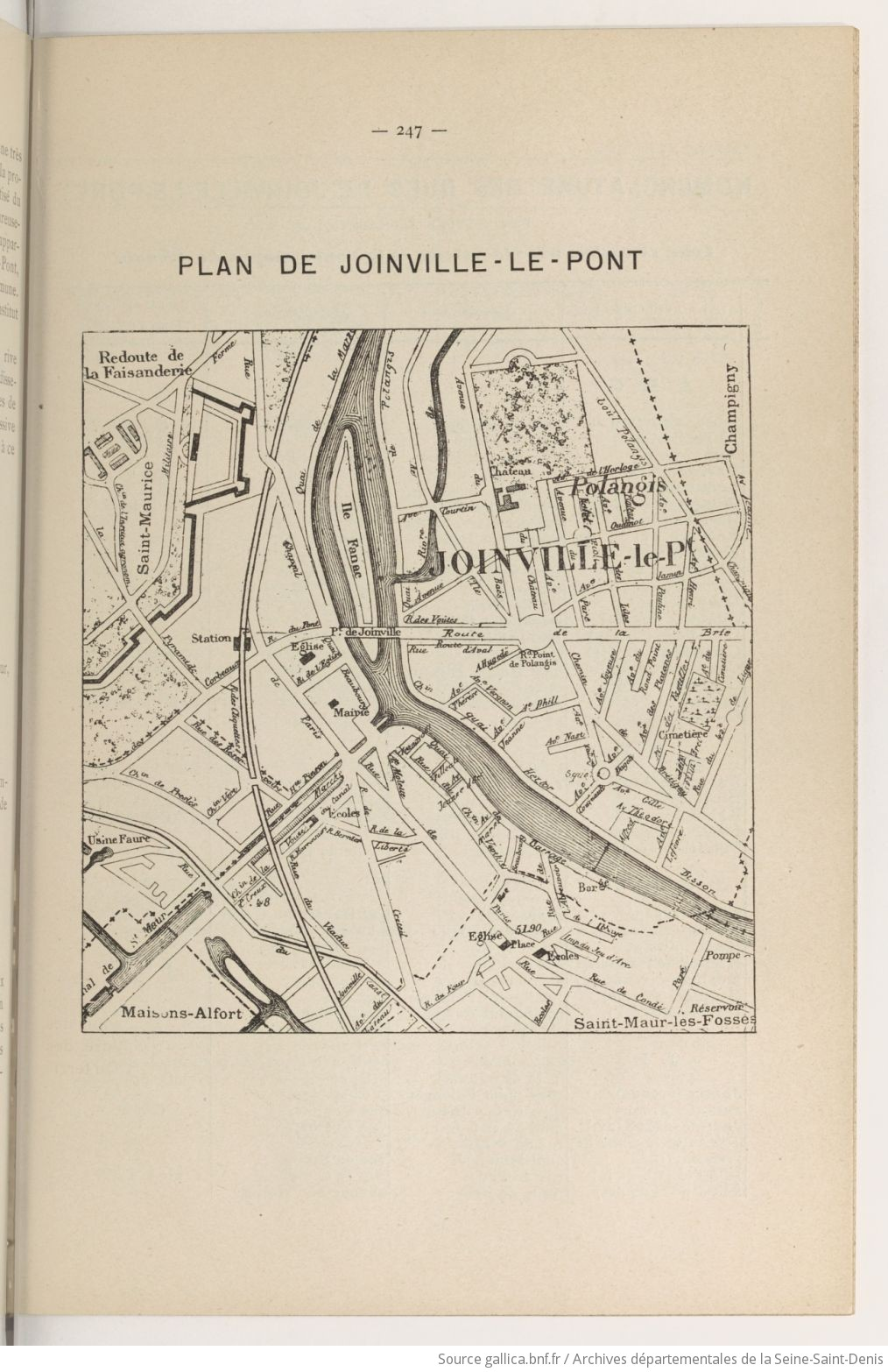
Vue de l’avenue Courtin sur le plan des rues de Joinville-le-Pont en 1906